# Questa è la vita
Pour plus de détails, voir Fiche technique et Distribution.
Questa è la vita est un film à sketches italien réalisé par Aldo Fabrizi, Giorgio Pàstina, Mario Soldati et Luigi Zampa, sorti en 1954. 

## Synopsis
Le film raconte quatre épisodes tirés des nouvelles de Luigi Pirandello : La giara, Il ventaglino, La patente et Marsina stretta.

## Fiche technique
- Titre : Questa è la vita
- Réalisation : Aldo Fabrizi, Giorgio Pàstina, Mario Soldati et Luigi Zampa
- Scénario : Giorgio Bassani, Vitaliano Brancati, Aldo Fabrizi, Giorgio Pàstina, Mario Soldati et Luigi Zampa d'après Luigi Pirandello
- Montage : Eraldo Da Roma
- Production : Felice Zappulla
- Pays de production : Italie
- Genre : Comédie
- Durée : 92 min
- Date de sortie :
  - Italie : 3 février 1954

## Distribution
- Turi Pandolfini : Zi' Dima
- Natale Cirino :  Don Lollò
- Totò :Rosario Chiarchiaro
- Aldo Fabrizi : Le Professeur Fabio Gori
- Lucia Bosè : Angela Reis
- Walter Chiari : Le commissaire
- Myriam Bru
- Pina Piovani